# ام‌وی بارتلت
ام‌وی بارتلت (به انگلیسی: MV Bartlett) یک کشتی بود که طول آن ۱۹۳ فوت (۵۹ متر) بود. این کشتی در سال ۱۹۶۸ ساخته شد.